# Cuchilla de Caraguatá
Cuchilla de Caraguatá también conocida como Cruz de los Caminos es una localidad uruguaya del departamento de Tacuarembó.

## Geografía
La localidad se ubica en la zona sureste del departamento de Tacuarembó, sobre la cuchilla de Caraguatá, entre el arroyo Caraguatá y el río Negro, y junto al cruce de las rutas nacionales 6 y 26. Se encuentra a 125 km de la capital departamental Tacuarembó con la que se conecta a través de la ruta 26.

## Población
Según el censo del año 2011 la localidad contaba con una población de 463 habitantes.
| -             | - | 463 |
| (Fuente: INE) |   |     |